# Abegweit (Schiff, 1982)
Die Abegweit (II) war eine 1982 in Dienst gestellte Fähre der kanadischen Canadian National Railways. Das Schiff blieb lediglich fünfzehn Jahre lang in Fahrt, ehe es 1997 ausgemustert und nach längerer Liegezeit 2004 in Indien abgewrackt wurde.

## Geschichte
Die Abegweit entstand unter der Baunummer 1136 in der Saint John Shipbuilding & Drydock Company in Saint John und wurde am 20. Februar 1982 vom Stapel gelassen. Nach ihrer Ablieferung an Canadian National Railways wurde die Fähre im Oktober 1982 auf der Strecke von Prince Edward Island nach Cape Tormentine eingesetzt. Sie löste auf dieser Strecke eine gleichnamige Fähre ab, die anschließend ausgemustert wurde. Wie schon das Vorgängerschiff besaß auch die zweite Abegweit einen verstärkten, eisbrechenden Rumpf.
Am 19. Dezember 1982 fiel die Abegweit für kurze Zeit aus, nachdem sie während einer Überfahrt ein Propellerblatt verloren hatte. Ansonsten verlief die Dienstzeit der Fähre ohne größere Zwischenfälle. Im Juni 1997 wurde das Schiff ausgemustert und der Fährdienst nach Cape Tormentine nach Eröffnung der Confederation Bridge eingestellt. Die Abegweit lag die folgenden zwei Jahre lang in North Sydney, ehe sie im Mai 1999 an Accrued Investment verkauft und in Accrued Mariner umbenannt wurde.
Am 9. Juni 1999 wurde die Accrued Mariner nach Freeport (Texas) geschleppt, wo sie zu einem schwimmenden Casino umgebaut werden sollte. Diese Pläne wurden jedoch nicht veröffentlicht und das Schiff erneut aufgelegt. Am Neujahrstag 2004 wurde die ehemalige Abegweit zum Abbruch ins indische Alang verkauft, wo sie am 9. Mai 2004 unter dem Überführungsnamen Mariner eintraf.